# ألبرت كاميلي فيتال
ألبرت كاميلي فيتال هو سياسي مدغشقري، ولد في 18 يوليو 1952 في توليارا في مدغشقر. نشط حزبياً في Parti Hiaraka Isika ‏. وقد انتخب رئيس وزراء مدغشقر ‏ (20 ديسمبر 2009 – 2 نوفمبر 2011).